# Križeča vas
Križeča vas – wieś w Słowenii, w gminie Poljčane. W 2018 roku liczyła 93 mieszkańców.